# Râul Arpășel
Râul Arpășel este un curs de apă, afluent al râului Arpaș. 